# Judenrat
Judenrat (flertal Judenräte, tysk for jødisk råd), var administrative organer under 2. verdenskrig som tyskerne tvang jøderne til at oprette i de tysk besatte områder under 2. verdenskrig. Rådene blev oprettet af SS og Gestapo. Judenrats medlemmer blev tvangsmæssigt udpeget af besættelsesmyndighederne. Juderats struktur og opgaver som led i nazisternes styre varierede, afhængigt af, om de var nedsat i en enkelt ghetto, en region eller et land.
Judenrat er den overordnede betegnelse for de håndhævende organer oprettet af den nazistiske besættelsesmagt til at kontrollere de jødiske samfund i tysk-besatte områder, selv om nazisterne etablerede navnet Ältestenrat i ghettoerne i Lodz, Theresienstadt og i Bergen-Belsen.
Mens historien om ordet Judenrat er uklar, havde jødiske samfund selv oprettet råd for selvstyre så langt tilbage som middelalderen. Mens det hebraiske ord Kahal eller Kehillah blev brugt af det jødiske samfund, brugte de tyske myndigheder udtrykket Judenräte.